# Мария Елизабета Лемерхирт
Мария Елизабета Лемерхирт (на немски: Maria Elisabeth Lämmerhirt, 24 февруари 1644 – 1 май 1694) е майка на осем деца от съпруга си Йохан Амброзиус Бах, за когото се омъжва на 1 април 1668 г. Неин най-известен син е Йохан Себастиан Бах.